# M!ssundaztood
M!ssundaztood is het tweede album van P!nk uit 2001.

## Nummers
1. Get the party started: tekst Linda Perry
2. 18 Wheeler: tekst Pink & D. Austin
3. Missundastood: tekst Pink & Linda Perry
4. Dear Diary: tekst Pink & Linda Perry
5. Eventually: tekst Pink & Linda Perry
6. N'umb: tekst Pink & D. Austin
7. Just like a pill: tekst Pink & D. Austin
8. Family portrait: tekst Pink & Storch
9. Misery (met Steven Tyler): tekst R. Supa
10. Respect (met Scratch): tekst Pink & Linda Perry
11. Don't let me get me: tekst Pink & D. Austin
12. Gone to California: tekst Pink & Linda Perry
13. Lonely Girl (met Linda Perry): tekst Linda Perry
14. My Vietnam: tekst Pink & Linda Perry
15. Catch-22: tekst Pink & Linda Perry

## Hits
- Get the party started - 16 oktober 2001
- Don't let me get me - 15 februari 2002
- Just like a pill - 10 juni 2002
- Family portrait - 16 september 2002